# Tachi
Das Tachi [tatɕi] (jap. 太刀) ist ein langes japanisches Schwert mit säbelähnlicher Klinge. 
Im Altertum wurden die bis zur Nara-Zeit (8. Jahrhundert) verwendeten Chokutō – einschneidige, gerade Schwerter (直刀) – ebenfalls tachi genannt, jedoch 大刀 geschrieben, im Unterschied zu den späteren gekrümmten Tachi aus der Heian-Zeit, die als „太刀“ geschrieben werden.
Es ist stärker gebogen und für gewöhnlich etwas länger als das bekanntere Katana (meist betrug die Klingenlänge über 2,5 Shaku, also mehr als 75 cm; auch das Tsuka, der Schwertgriff, war oft länger und wies eine stärkere Biegung auf). Das Tachi wurde nicht wie ein Katana mit nach oben weisender Schneide unter den Obi (Stoffgürtel) geschoben, sondern an der Hüfte in einem Wehrgehänge getragen, wobei die Schneide nach unten zeigte. Dies wird auch an der Platzierung der Signatur des Schwertschmieds (mei) deutlich. Diese befindet sich üblicherweise auf der vom Träger abgewandten Seite und unterscheidet sich daher bei Katana und Tachi (dann auch als Tachi mei bezeichnet). Zum Schutz gegen Beschädigung durch die Rüstung wurde die Scheide beim Tachi zudem oft mit einer Umwicklung versehen. 
Diese Waffe war nicht nur das frühe Vorgängermodell des Katana, sondern fand auch später neben dem Katana weiterhin Verwendung. In erster Linie war das Tachi aufgrund seiner höheren Reichweite die bevorzugte Hiebwaffe der Kavallerie. Die Samurai trugen das Katana als Bestandteil der Zivilkleidung, das Tachi hingegen, wenn sie in voller Rüstung auftraten. Als Zweitwaffe wurde zum Tachi meist ein Tantō oder Aikuchi (ein Kampfmesser) getragen, anstelle des zum Katana gehörigen, Wakizashi genannten Kurzschwerts. Außerdem fand das meist aufwändig verzierte Tachi seinen Platz als zeremonielle Prunkwaffe an der Seite von Daimyo (Fürsten) und Beamten des kaiserlichen Hofs.
Spätere Modelle des Tachi glichen in Form und Länge dem Katana und unterschieden sich von diesem oft nur durch die meist prunkvoller verarbeitete Saya (Schwertscheide) und die abweichende Tragweise. Varianten des Tachi sind das kürzere, einem Wakizashi ähnelnde Kodachi und das übermäßig lange Ōdachi. Das längste heute noch existierende Ōdachi stammt wahrscheinlich aus dem 15. Jahrhundert und hat eine Gesamtlänge von 3,77 Metern (2,26 Meter Klingenlänge).